# リー・トンプソン (社会学者)
リー・トンプソン（Lee Thompson）は、アメリカ合衆国出身の社会学者。男性。早稲田大学スポーツ科学部教授。研究分野は大相撲を中心とした現代社会学。
本名はリー・オースティン・トンプソン。オレゴン州出身。相撲だけではなく、力道山を中心としたプロレス研究でも知られているが、専門はあくまでも社会学である。かつて、NHK教育テレビの英語番組に出演していた。また、ラジオDJの経験もある。大阪大学助手、大阪学院大学国際学部講師、助教授を経て現職。

## 出演番組
- Step to English （NHK教育テレビ）
- Kansai Promenade （全関西ケーブル・テレビジョン）
- American Music Station （FM大阪）

など

## エピソード
- 日本語は主に女性から習ったと豪語する。そのためか、時に女性言葉が混じるときもある。
- ジョークは辛口である。世に言うオレゴンジョークである。
- 酒は飲めないのではなく、飲まない。
- 子供とのおしゃべりが大好き。